# Arctosippa gracilis
Arctosippa gracilis là một loài nhện trong họ Lycosidae.
Loài này thuộc chi Arctosippa. Arctosippa gracilis được Eugen von Keyserling miêu tả năm 1881.